# Grappling

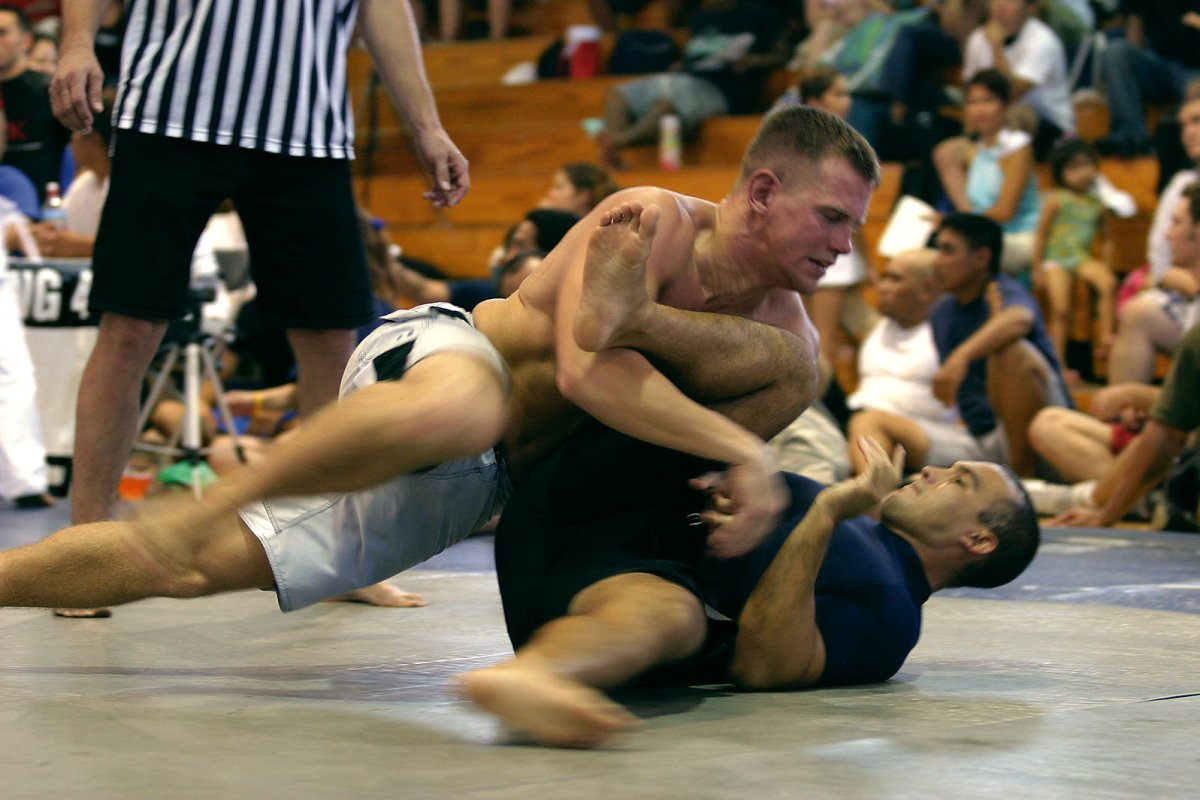
Hawaïaanse grapplingkampioenschappen

Grappling is een categorie uit de vechtsport en is een verzamelnaam voor de verschillende technieken, manoeuvres en contra-technieken die worden toegepast om een fysiek voordeel te verkrijgen ten opzichte van de tegenstander. Grappling is normaal gesproken niet gericht op offensieve tactieken zoals stoten, of het gebruik van wapens, maar sommige tactieken kunnen erop gericht zijn om aan te vallen met het gebruik van een wapen. Grappling of worstelsporten zijn erop gericht een tegenstander te controleren zonder stoten of trappen, maar door techieken waarbij men elkaar vastpakt.
Voorbeelden van grappling-sporten zijn:
- Braziliaans jiujitsu
- Sambo
- Judo
- Worstelen

## Submission grappling
Submission grappling staat voor grappling met submissions en is een categorie binnen de grappling-sporten. Submissions zijn technieken waarmee de ander persoon voor moet afkloppen (opgeven). Voorbeelden van dit soort technieken zijn armklemmen, beenklemmen en verwurgingen. Submission grappling staat ook wel bekend als submission wrestling.

## Technieken
Grappling kan grofweg verdeeld worden in: 
- Clinchen
- Takedowns
- Worpen
- Verwurgingen
- Pinnen
- Controleren
- Vegen
- Overnames
- Ontsnappingen